# Mandevilla bracteata
Mandevilla bracteata là một loài thực vật có hoa trong họ La bố ma. Loài này được (Kunth) Kuntze mô tả khoa học đầu tiên năm 1891.